# ابن قولویه
ابوالقاسم جعفر بن محمد بن جعفر بن موسی بن مسرور بن قولویهٔ قمی مشهور به ابن قُوْلُوْیه (به عربی: ابن قُولِوَيْه)، درگذشتهٔ ۳۶۹ قمری، محدث و فقیه امامی در شهر قم به دنیا آمد و احتمالاً همان‌جا تحصیلاتش را آغاز کرد. وی ریاست فقهی شیعه را در زمان خود داشته است. وی شاگرد شیخ کلینی و استاد شیخ مفید بوده است.
وی فرزند محمد بن قولویه قمی می‌باشد.

## تحصیلات

### سفرها
برای فراگیری حدیثُ سفرهایی به جاهای مختلف داشته که از آن میان در اسناد روایات، نام‌هایی چون ری، عسکر مُکرَم (در خوزستان) و مصر یاد شده‌است.
به گفتهٔ راوندی وی در ۳۳۷ ق حدود ۳۲۷ خ (سال بازگرداندن حجرالاسود به مکه به دست قرامطه) یا ۳۳۹ ق نزدیک به ۳۸۹ خ، برای رفتن به حج، وارد بغداد شد، ولی ظاهراً بیماری او را از ادامهٔ سفر بازداشت و ناچار همان‌جا سکنا گزید. شاید که پیش‌تر نیز به عراق آمده‌باشد، زیرا شماری از استادان عراقی‌اش پیش از این تاریخ درگذشته‌بودند.

### استادان
ابن قولویه از مشایخ بسیاری بهره برده که از آن میان می‌توان احمد بن ادریس قمی، علی ابن بابویه قمی، ابن ولید قمی، ابن عُقده، محمد بن یعقوب کلینی، ابوعمرو کشّی، عبدالعزیز بن یحیای جَلودی، ابن همام اسکافی و همچنین پدرش محمد و برادرش علی را نام برد. وی هم‌چنین از طریق مکاتبه توانست از ابن ابی عقیل عمانی اجازه بگیرد.

## اعتبار علمی

### راویان
از راویان ابن قولویه، می‌توان ابن عبدون، ابن عیاش جوهری، حسین بن عبیدالله غضائری، شیخ مفید، محمد بن علی بن بابویه، ابن شاذان قمی، ابن نوح سیرافی و سرانجام هارون بن موسای تَلّعُکبری را -که ابن قولویه نیز از آن استفاده کرده‌است- نام برد.

### مورد اعتماد بودن
در مورد وثاقتش باید گفت که شیخ مفید از وی تعبیر به «صدوق» کرده و نجاشی (۱/۳۰۵) و طوسی (الفهرست، ۴۲) وی را مورد اعتماد خوانده‌اند.
- نجاشی درباره‌اش می‌گوید: «هر زیبایی و علمی که مردم را با آن وصف نمایی، برترش را در جعفر بن محمد بن قولویه خواهی‌یافت.»
- شیخ طوسی نیز می‌گوید: «ابوالقاسم، جعفر بن محمد بن قولویهٔ قمی، شخصیتی مورد اطمینان و دارای تالیفاتی فراوان، به تعداد ابواب فقه، می‌باشد.»
- ابن طاووس نیز می‌گوید: «وی راوی راست‌گویی است و همه اتفاق بر امانت او دارند.»

### شاگردان
شخصیت‌های فراوانی را پرورده‌است، از جمله:
- شیخ مفید
- حسین بن عبیدالله غضائری
- احمد بن عبدون
- تلعکبری
- ابن عزور
- محمد بن سلیم صابونی

## درگذشت
ابن قولویه در بغداد درگذشت و در کاظمین دفن شد. افندی قبرش را در قم می‌داند. ازبازماندگان وی تنها پسرش ابواحمد عبدالعزیز را می‌شناسیم که از راویان حدیث بوده‌است.
سال مرگ جعفر محمد قولویه به طور دقیق مشخص نیست، چنان‌که برخی ۳۶۹ ه. ق. و برخی۳۶۸ گفته‌اند، سال ۳۶۷ ه. ق. (۳۵۶ یا ۳۵۷ ه. خ.) هم نقل شده‌است، ولی چون شیخ به طور قطع در سال ۳۳۹ ه. ق. یعنی ۳۵۸ یا ۳۵۹ ه. خه برای زیارت کعبه قصد عبور از بغداد داشته‌است، به احتمال زیاد در همان سال یعنی ۳۶۹ ه. ق. درگذشته است.

### خاک‌سپاری
ابن قولویه در حرم کاظمین و در پایین پای امام هفتم و نهم شیعیان به خاک سپرده شده و پهلوی قبر او، قبر شیخ مفید واقع شده‌است.
ابن قولویه‌ای که در قم مدفون می‌باشد، و در قبرستان نزدیک شیخان و نزدیک قبر علی بن بابویه است، محمد بن قولویه، پدر شیخ است نه خودش، چنان‌که برخی اشتباه کرده‌اند.

## آثار و گردآوری‌ها
ابن قولویه دارای تالیفاتی در حدیث و فقه بوده که مشهورترینشان کامل الزیارات است و در ۱۳۵۶ ق نزدیک به ۱۳۱۶ ش در نجف اشرف به کوشش عبدالحسین امینی به چاپ رسیده‌است. این کتاب که یکی از مهم‌ترین منابع امامیه در زیارات است، به نوبهٔ خود مورد استفادهٔ شیخ مفید در المزار (جم) و دیگران قرار گرفته‌است. در سده‌های اخیر کامل الزیارات به منزلهٔ منبعی رجالی نیز مطرح شده و مورد استفادهٔ برخی از رجال‌شناسان امامی قرار گرفته است (.
از دیگر آثار ابن قولویه که امروزه نشانی ازشان در دست نیست، می‌توان الاربعین (چهله)، تاریخ الشهور و الحوادث فیها (تاریخچهٔ ماه‌ها و حادثه‌هایشان)، الحج (حج)، الشهادات (گواهی‌ها)، الصداق (کابین)، الصلاة (نماز)، الفطرة، القضاء و ادب الحکام (داوری و ادبیات فرمان‌روایان (؟))، قیام اللیل (شب‌خیزی) و النوادر (نادرها) را نام برد. همچنین طوسی از کتابی با تعبیر فهرست مارواه من الکتب و الاصول یاد می‌کند که ظاهراً مورد استفادهٔ خودش در فهرست و نجاشی در رجال (جم) قرار گرفته‌است. وی اثری نیز با عنوان العدد فی شهر رمضان (شمارش ماه رمضان (؟)) داشته که در آن نظر خود را دربارهٔ ناقص نبودن ماه رمضان بیان کرده‌است. ابن داوود قمی (ه م) ردهایی بر این کتاب نوشته که خود انگیزهٔ نوشتن کتاب الرد علی ابن داود فی عدد شهر رمضان (ردی بر پسر داوود در شمار ماه رمضان) از جانب ابن قولویه بوده‌است (نک: نجاشی، ۱/۳۰۶، ۲/۳۰۵). گفتنی است که گزیده‌ای از یکی از آثار ابن قولویه در مستطرفات السرائر ابن ادریس (ص ۱۴۱–۱۴۷) برجای مانده‌است.